# Hippôlytô thành Roma

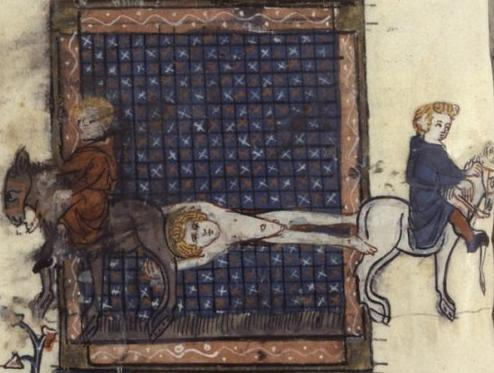
Cảnh tử vì đạo của thánh Hippôlytô (được vẽ vào thế kỷ XIV), dùng hình thức song mã phanh thây

Thánh Hippôlytô thành Rôma (khoảng 170-236) là một trong những nhà tác giả của thời kỳ giáo hội sơ khai. Ông sinh vào nửa sau của thế kỷ 2, có lẽ tại Rôma. Photinus mô tả ông trong Bibliotheca của mình (cod. 121) như là một môn đệ của Irenaeus - ông này được cho là một môn đệ của Polycarp, và từ ngữ cảnh của đoạn văn này gợi ý rằng bản thân Hippolytus tự gọi tên mình. Tuy nhiên, điều khẳng định này vẫn còn nghi ngờ.. Ông bắt đầu có những xung đột với các Giáo hoàng trong thời gian này và có một thời gian đứng đầu một nhóm riêng biệt. Vì lý do đó, đôi khi ông đã được coi là ngụy Giáo hoàng đầu tiên. Tuy nhiên ông mất vào năm 235 hoặc 236 sau khi đã hòa giải với giáo hội và đã chết như một người tử vì đạo.

## Tiểu sử
Ông là một linh mục (presbyter) của nhà thờ ở Rôma dưới thời Giáo hoàng Zephyrinus (199-217), Hippôlytô thực sự xuất sắc trong học tập và khả năng hùng biện. Đó là tại thời điểm mà Origen của Alexandria, sau đó là một người trẻ tuổi, nghe ông hùng biện..
Các học giả còn tranh luận rất nhiều về lai lịch của ông. Người ta cũng có thể nhầm ông với một Hipôlitô khác. Đó là viên cai ngục canh giữ thánh Lorensô khi được thánh nhân cải hóa. Hippôlytô đã trở thành môn đệ và đã dự vào đám đông và đã dự vào đám táng thánh nhân. Tin này tới tai hoàng đế, ông ta truyền đánh đòn ông. Vú nuôi ông, thánh nữ Concordia cùng với 18 gia nhân bị đánh đòn cho tới chết, còn ông được tha để cho ngựa xé. Câu chuyện này còn đáng nghi ngờ, vì "Hippôlytô" có nghĩa là "ngựa tháo cương" và vì câu chuyện rất giống với huyền sử Hy Lạp về Hippôlytô con của Therêô, cũng đã chịu một hình phạt như vậy. Điều thật dễ hiểu khi thánh nhân trở thành vị bảo trợ của các kỵ sĩ.
Một điều chắc chắn là ông không phải là người Rôma chính gốc. Có lẽ ông từ bên Đông phương (Alêxanđria?) sang Rôma lập nghiệp. Dưới thời Giáo hoàng Zêphirinus (199-217), ông gia nhập hàng giáo sĩ tại đây, và đã tham gia tích cực vào sinh hoạt của giáo hội địa phương.

## Tranh chấp ngôi giáo hoàng
Ông đã không chấp nhận sự dạy bảo của Giáo hoàng Zephyrinus, người kế nhiệm của ông ta, Giáo hoàng Callixtus I (217 – 222), đã bị cáo buộc là người che chở cho lạc thuyết Christological của Monarchians và nghiêm trọng hơn nữa là đã phá vỡ những kỷ luật của Giáo hội bởi những hành động của mình trong việc tiếp nhận sự quay trở lại của những người phạm tội. Vào lúc đó, ông dường như đã cho phép mình được bầu làm Giáo hoàng đổi cử của Rôma, và tiếp tục tấn công Giáo hoàng Urban I (222-230) và Giáo hoàng Pontian (230-235) .
Dưới sự đàn áp của Hoàng đế Maximinus Thrax, Hippolytus và Pontian đã cùng bị lưu đày đến Sardinia vào năm 235, và rất có thể rằng trước khi chết, ông đã giảng hòa với đối thủ của mình ở Rôma. Từ một cuốn sách ghi thời gian vào năm 354 (chính xác hơn, các Liberianus Catalogus, hoặc Liberian Catalogue), chúng ta biết rằng vào ngày 13 tháng 8, có thể là năm 236, cơ thể của cả hai ông đã được chôn cất tại Rôma và rằng Hyppolitus đã được chôn tại một nghĩa trang trên đường Via Tiburtina. Tài liệu này cũng chỉ ra rằng vào khoảng năm 255, Hyppolitus đã được thừa nhận là một người tử vì đạo Công giáo và được xếp vào danh sách những thầy tu chứ không phải là một giám mục, đó là một dấu hiệu cho thấy rằng trước khi chết, sự ly khai đã bị xóa bỏ và ông ta đã trở về trong lòng giáo hội, hoặc một hành động đã được thực hiện trước khi chết để đảm bảo rằng khống có sự ly khai lâu dài giữa hai Giáo hoàng.
Sự thật về cuộc đời cũng như các bản văn của ông đã sớm bị quyên lãng ở phương Tây, có lẽ là do các hoạt động ly khai của ông ta và bởi vì các bản văn của ông đều được viết bằng tiếng Hy Lạp. Giáo hoàng Damasus I đã dành riêng cho ông một bài trong tập thơ trào phúng nổi tiếng của mình.. 

## Các tác phẩm
Căn cứ vào danh mục các tác phẩm do sử gia Eusebius (HE VI,12) và thánh Hiêrônymô (De viris illiustribus, 61) liệt kê thì ông Hippolytus đã để lại một số lượng các tác phẩm rất lớn, có thể được đặt ngang hàng với ông Ôrigiênê bên Đông phương. Tiếc rằng đa số các tác phẩm ấy đã bị thất lạc. Các tác phẩm của ông có thể xếp vào ba loại: chú giải Kinh thánh; bảo vệ truyền thống; chống các lạc thuyết.
- Các tác phẩm chú giải Kinh thánh. Cũng giống như Ôrigiênê, ông Hippolytus miệt mài với việc nghiên cứu Kinh thánh, và cũng áp dụng phương pháp ám dụ khi chú giải bản văn. Hiện này chỉ còn giữ được các bản văn sau đây.Chú giải Đaniel (nguyên bản hylạp). Bà Susanna vô tội là hình bóng của Hội thánh, hiền thê tinh tuyền của đức Kitô, bị bách hại bởi dân Do Thái và dân ngoại.
- Chú giải sách Diễm ca. Cũng theo phương pháp ám dụ: hôn phu là đức Kitô; hôn thê là Hội thánh, hay là mỗi linh hồn.Các tác phẩm bảo vệ truyền thống. Nhận thấy vài điểm về phụng tự và đạo lý đã không đi đúng truyền thống, ông Hyppolitus đã soạn ra quyển Traditio Apostolica (Truyền thống tông đồ), ví được như bộ giáo luật tiên khởi trong lịch sử, được soạn vào khoảng năm 215. Tác giả ghi lại các nghi điển về việc truyền chức thánh, việc cử hành bí tích rửa tội và bí tích Thánh thể. Nguồn tài liệu dựa theo các tập tục bên Đông phương. Nguyên bản Hy Lạp đã mất và chỉ còn giữ được các bản dịch: coptic, etiôpic, arập, latinh.
- Các tác phẩm bài trừ lạc giáo. Quan trọng hơn cả là Syntagma: chống lại 32 lạc giáo xuất hiện từ đầu lịch sử cho đến thời đó. Một tác phẩm tương tự được gán cho Hyppolytus là Philosophumena, (De refutatione omnium haeresum) bài bác tất cả các lạc thuyết: từ các triết học ngoại đạo cho tới các bè phái ngộ đạo. Theo ông, nguồn gốc của tất cả mọi lạc thuyết nằm ở chỗ không muốn đi theo Chúa Kitô mà chỉ hùa theo học thuyết ngoại đạo.

Nói chung, ông Hippolytus chịu ảnh hưởng của thánh Irênêo trong chủ trương phải gắn bó với truyền thống các tông đồ để chống lại các lạc thuyết. Tuy nhiên, ông bất đồng với Giáo hoàng về vấn đề hoà giải tội nhân. Ông quan niệm Hội thánh như là cộng đoàn của các thánh nhân, vì thế không thể nào chấp nhận các tội nhân ở trong hàng ngũ của mình. Chính vì quan điểm khắt khe như vậy, nên ông đã chỉ trích Giáo hoàng Callistô vì đã mở cửa ban ơn thống hối cho các tội nhân.
Cùng một nội dung tương tự với Traditio Apostolica, các sử gia thường trích dẫn hai tác phẩm vô danh khác (được xuất bản vào cuối thế kỷ III hoặc đầu thế kỷ IV): Didascalia Apostolorum và Constitutiones Apostolicae.